# Sebastian Gärtner
Sebastian Gärtner (* 3. Februar 1993 in Nürnberg) ist ein deutscher ehemaliger Fußballspieler.

## Karriere
Sebastian Gärtner begann seine Karriere 1997 beim Post SV Nürnberg und wechselte 2005 in die Jugend des 1. FC Nürnberg. Dort stieg er 2011 in die zweite Mannschaft des Vereins auf, wurde aber auch noch eine Saison lang in der U19-Mannschaft des Vereins eingesetzt. Sein Debüt für die zweite Mannschaft gab er am 10. September 2011 bei der 1:2-Niederlage gegen die zweite Mannschaft des FSV Frankfurt. Trainer Michael Wiesinger wechselte in der 60. Minute für Mike Frantz ein. Beim 3:1-Sieg gegen Hoffenheim II am 12. April 2012 erzielte er in der 65. Minute sein erstes Tor im Dress der Nürnberger zum 3:1-Endstand.
Nach drei Spielzeiten in der zweiten Mannschaft des 1. FC Nürnberg wechselte er zur zweiten Mannschaft des 1. FSV Mainz 05, die in die 3. Liga aufgestiegen sind. Sein Debüt für das neue Team in der neuen Liga gab er unter Trainer Martin Schmidt beim 2:2-Unentschieden gegen die SC Fortuna Köln am 2. August 2014. In dieser Partie konnte er zudem sein Premierentor bejubeln, als er in der 25. Minute den zwischenzeitlichen 1:1-Ausgleich erzielte.
Nach nur einer Spielzeit verließ er die Mainzer wieder und schloss sich nach einer etwa halbjährigen Vereinslosigkeit dem SV Waldhof Mannheim an. Sein Debüt für die Mannheimer absolvierte er am 12. März 2016 beim 3:0-Sieg gegen den FC-Astoria Walldorf. Er wurde in der 78. Minute von Trainer Kenan Koçak für Gianluca Korte eingewechselt. Mit dem SV Waldhof wurde er Meister der Regionalliga Südwest, scheiterte jedoch in der Aufstiegsrunde zur 3. Liga. Gärtners Vertrag mit dem SV Waldhof Mannheim lief zum Juli 2017 aus und wurde nicht verlängert. Meist wurde er im defensiven Mittelfeld aufgeboten. Sein Vertrag in Mannheim lief zum Juli 2017 aus. Seitdem ist er nicht wieder in Erscheinung getreten.